# Mary Ellis
Pour les articles homonymes, voir Ellis.
Mary Ellis, née Wilkins le 2 février 1917 à Leafield (Angleterre) et morte le 24 juillet 2018 à Sandown (île de Wight), est une pilote d'avion britannique de la Seconde Guerre mondiale. Elle faisait partie des dernières pilotes ayant participé au conflit.

## Biographie
Mary Ellis sert au sein de l'Air Transport Auxiliary, une organisation civile dont les pilotes emmènent les avions de chasse fraîchement construits jusqu'au front : elle fait partie d'une équipe de 168 femmes surnommées les Attagirls.
Pendant sa carrière, elle affirme avoir piloté plus de 1 000 avions de 76 modèles, dont le Spitfire.
Une de ses caractéristiques est qu'elle refuse de porter un casque pour piloter : elle le trouve inutile et inesthétique.
En 1950, après la Seconde Guerre mondiale, elle devient la première Britannique dirigeante d'un aéroport, sur l'île de Wight.